# 可食鼠屬
可食鼠屬（Brotomys）是棘鼠科下的一屬。其下包含了兩個物種：
- 海地可食鼠（B. contractus）
- 多米尼加可食鼠(B. voratus)